# Jannik Huth
Pour les articles homonymes, voir Huth.
Jannik Huth, né le 15 avril 1994 à Bad Kreuznach, est un footballeur allemand. Il évolue au poste de gardien de but au SC Fribourg.

## Carrière
Initialement sous contrat jusqu'en 2017 avec le FSV Mayence, Jannik Huth prolonge son bail de trois saisons en juin 2016. Un mois plus tard, il est sélectionné en équipe d'Allemagne pour les Jeux Olympiques de Rio.

## Palmarès
Allemagne olympique
- Médaille d'argent aux Jeux olympiques 2016